# Championnats d'Afrique de taekwondo 2023
Navigation
Édition précédente Édition suivante
Les Championnats d'Afrique de taekwondo 2023 ont lieu du 5 au 6 novembre 2023 à Abidjan, en Côte d'Ivoire. La compétition est qualificative pour les Jeux olympiques d'été de 2024,.
Le Maroc domine le classement des médailles avec 11 médailles (7 médailles d'or, 1 médaille d'argent et 3 médailles de bronze), suivi de l'Egypte et de la Côte d'Ivoire. Avec l'athlet FRANCISCO RICARDO COSTA DE SOUSA, em representant de lá Guinnée-Bissau non qualifiée Au motif de violation de la reglée

## Podiums

### Hommes
| Catégorie              | Or                            | Argent                | Bronze                    |
| ---------------------- | ----------------------------- | --------------------- | ------------------------- |
| Poids fins (–54 kg)    | Mahamadou Amadou (NIG)        | Abdoullah Omri (TUN)  | Lassina Doumbia (BUR)     |
| Poids fins (–54 kg)    | Mahamadou Amadou (NIG)        | Abdoullah Omri (TUN)  | Moataz Asem (EGY)         |
| Poids mouches (–58 kg) | Nouridine Issaka (NIG)        | Issa Diakité (CIV)    | Osamah Amtawaa (LBA)      |
| Poids mouches (–58 kg) | Nouridine Issaka (NIG)        | Issa Diakité (CIV)    | Souleymane Ndoye (SEN)    |
| Poids coqs (–63 kg)    | Mohamed Khalil Jendoubi (TUN) | Bocar Diop (SEN)      | Ben Younouss Konaté (CIV) |
| Poids coqs (–63 kg)    | Mohamed Khalil Jendoubi (TUN) | Bocar Diop (SEN)      | Abdelbasset Wasfi (MAR)   |
| Poids plumes (–68 kg)  | Ahmed Wael Ahmed Nassar (EGY) | Aaron Kobenan (CIV)   | Mohamed Fofana (MLI)      |
| Poids plumes (–68 kg)  | Ahmed Wael Ahmed Nassar (EGY) | Aaron Kobenan (CIV)   | Edward Holland (SLE)      |
| Poids légers (–74 kg)  | Haitam Zarhouti (MAR)         | Rami Eissa (EGY)      | Hani Tebib (ALG)          |
| Poids légers (–74 kg)  | Haitam Zarhouti (MAR)         | Rami Eissa (EGY)      | Ibrahim Mamoudou (TOG)    |
| Poids welters (–80 kg) | Faysal Sawadogo (BUR)         | Seif Eissa (EGY)      | Ismael Coulibaly (MLI)    |
| Poids welters (–80 kg) | Faysal Sawadogo (BUR)         | Seif Eissa (EGY)      | Youssef Bouatris (MAR)    |
| Poids moyens (–87 kg)  | Soufiane Elasbi (MAR)         | Ahmad Rawy (EGY)      | Ali Coulibaly (BUR)       |
| Poids moyens (–87 kg)  | Soufiane Elasbi (MAR)         | Ahmad Rawy (EGY)      | Moataz Iffaoui (TUN)      |
| Poids lourds (+87 kg)  | Ayoub El Bassel (MAR)         | Mederic Angaman (CIV) | Nouhoum Diawara (MLI)     |
| Poids lourds (+87 kg)  | Ayoub El Bassel (MAR)         | Mederic Angaman (CIV) | Abdullah Essam (EGY)      |

### Femmes
| Catégorie              | Or                            | Argent                        | Bronze                        |
| ---------------------- | ----------------------------- | ----------------------------- | ----------------------------- |
| Poids fins (–46 kg)    | Soukaina Sahib (MAR)          | Ngoné Fall (SEN)              | Leila Sharif (EGY)            |
| Poids fins (–46 kg)    | Soukaina Sahib (MAR)          | Ngoné Fall (SEN)              | Michelle Tau (LES)            |
| Poids mouches (–49 kg) | Jana Khattab (EGY)            | Ikram Dhahri (TUN)            | Nabintou Koné (CIV)           |
| Poids mouches (–49 kg) | Jana Khattab (EGY)            | Ikram Dhahri (TUN)            | Mame Diarra Bousso Loum (SEN) |
| Poids coqs (–53 kg)    | Oumaima El Bouchti (MAR)      | Bouma Coulibaly (CIV)         | Mama Ndiaye (SEN)             |
| Poids coqs (–53 kg)    | Oumaima El Bouchti (MAR)      | Bouma Coulibaly (CIV)         | Shahd Samy (EGY)              |
| Poids plumes (–57 kg)  | Chaima Toumi (TUN)            | Emmanuella Atora Eyeghe (GAB) | Maïmouna Konaté (MLI)         |
| Poids plumes (–57 kg)  | Chaima Toumi (TUN)            | Emmanuella Atora Eyeghe (GAB) | Ndeye Maty Sarr (SEN)         |
| Poids légers (–62 kg)  | Koumba Ibo (CIV)              | Meryem Khoulal (MAR)          | Yacine Diop (SEN)             |
| Poids légers (–62 kg)  | Koumba Ibo (CIV)              | Meryem Khoulal (MAR)          | Nadine Mahmoud (EGY)          |
| Poids welters (–67 kg) | Ruth Gbagbi (CIV)             | Elizabeth Anyanacho (NGA)     | Safia Salih (MAR)             |
| Poids welters (–67 kg) | Ruth Gbagbi (CIV)             | Elizabeth Anyanacho (NGA)     | Aya Shehata (EGY)             |
| Poids moyens (–73 kg)  | Omayma Boumh (MAR)            | Maisoun Farouk (EGY)          | Abenan Jessica Dangnide (CIV) |
| Poids moyens (–73 kg)  | Omayma Boumh (MAR)            | Maisoun Farouk (EGY)          | Urgence Mouega (GAB)          |
| Poids lourds (+73 kg)  | Fatima Zahra Abou Fares (MAR) | Astan Bathily (CIV)           | Toka Shaaban (EGY)            |
| Poids lourds (+73 kg)  | Fatima Zahra Abou Fares (MAR) | Astan Bathily (CIV)           | Faith Ogallo (KEN)            |

## Tableau des médailles
- Pays organisateur ( Côte d'Ivoire)

| Rang  | Nation        | Or | Argent | Bronze | Total |
| ----- | ------------- | -- | ------ | ------ | ----- |
| 1     | Maroc         | 7  | 1      | 3      | 11    |
| 2     | Égypte        | 2  | 4      | 7      | 13    |
| 3     | Côte d'Ivoire | 2  | 5      | 3      | 10    |
| 4     | Tunisie       | 2  | 2      | 1      | 5     |
| 5     | Niger         | 2  | 0      | 0      | 2     |
| 6     | Burkina Faso  | 1  | 0      | 2      | 3     |
| 7     | Sénégal       | 0  | 2      | 5      | 7     |
| 8     | Gabon         | 0  | 1      | 1      | 2     |
| 9     | Nigeria       | 0  | 1      | 0      | 1     |
| 10    | Mali          | 0  | 0      | 4      | 4     |
| 11    | Algérie       | 0  | 0      | 1      | 1     |
| 11    | Kenya         | 0  | 0      | 1      | 1     |
| 11    | Lesotho       | 0  | 0      | 1      | 1     |
| 11    | Libye         | 0  | 0      | 1      | 1     |
| 11    | Sierra Leone  | 0  | 0      | 1      | 1     |
| 11    | Togo          | 0  | 0      | 1      | 1     |
| Total | Total         | 16 | 16     | 32     | 64    |